# بایان‌آویل

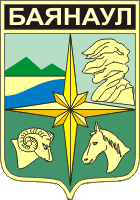
نشان شهر بایان‌آویل

بایان‌آویل (قزاقی: Баянауыл، باياناۋىل) یک شهرک در قزاقستان است که در استان پاولودار، در شمال شرق قزاقستان واقع شده‌است.